# Seven Natural Wonders
Seven Natural Wonders of the World (« les sept merveilles de la nature ») est une liste de phénomènes naturels établie en référence à la liste des sept merveilles du monde.  Elle a été définie en 1997 par la chaine télévisée américaine CNN.

## Liste des Seven Natural Wonders of the World
| Image | Nom                          | Emplacement                                                       |
| ----- | ---------------------------- | ----------------------------------------------------------------- |
|       | Le Grand Canyon              | Arizona, États-Unis                                               |
|       | La Grande barrière de corail | Queensland, Australie                                             |
|       | La baie de Guanabara         | État de Rio de Janeiro, Brésil                                    |
|       | L’Everest                    | Tibet, Chine Népal                                                |
|       | Les aurores polaires         | Cercles polaires                                                  |
|       | Le Paricutín                 | Michoacán, Mexique                                                |
|       | Les chutes Victoria          | Province méridionale, Zambie Matabeleland Septentrional, Zimbabwe |

## Référence
1. ↑  « 7 Natural Wonders of the World Today », sur usatoday.com, 3 octobre 2011 (consulté le 10 août 2020).